# Vytautas Žalakevičius
Vytautas Prano Žalakevičius (Kaunas, 4 april 1930 - Vilnius, 12 november 1996) was een Litouws filmregisseur.
Van 1948 tot 1950 studeerde Žalakevičius wiskunde en techniek aan de Universiteit van Kaunas. Van 1951 tot 1956 studeerde hij cinematografie aan het Gerassimov Instituut voor Cinematografie te Moskou, waar hij les kreeg van Mikheil Chiaureli en Grigori Aleksandrov. Zijn afstudeerfilm Skenduolis (Verdronken) maakte hij in 1956, aan het begin van de destalinisatie onder Nikita Chroesjtsjov.
Zijn eerste lange film was Adomas nori buti zmogumi (Adam wil een man zijn) uit 1959. Met deze film, met acteurs als Donatas Banionis en Juozas Miltinis, brak hij door bij het grote publiek. Met zijn bekendste film, Niekas nenorejo mirti (Niemand wilde sterven) uit 1965, kreeg hij ook internationale bekendheid. In 1967 kreeg hij voor deze film de Staatsprijs van de Sovjet-Unie uitgereikt, samen met acteur Banionis en director of photography Jonas Gricius. Door filmcritici werd deze film wel de Litouwse Zeven Samoerai genoemd. De film vertelt het verhaal van een klein Litouws boerendorp waar de mensen na het einde van de Tweede Wereldoorlog verdeeld zijn tussen het Rode Leger en de partizanen in de bossen.
In 1973 won Žalakevičius een Gouden Prijs bij het Internationaal filmfestival van Moskou met Eto sladkoe slovo: Svoboda! (Dat zoete woord: Vrijheid!). Deze film werd echter niet louter positief ontvangen, en opgevat als propaganda voor de staatsgreep in Chili.
Van 1974 tot 1980 werkte Žalakevičius bij de Mosfilm-studio in Moskou. In die jaren was hij minder productief, totdat hij in 1980 terugkeerde naar Litouwen. Aan het einde van zijn carrière, in de jaren tachtig en negentig, richtte hij zich op de ontwikkeling van de onafhankelijke Litouwse filmindustrie.

## Filmografie (selectie)
- 1956: Skenduolis (Verdronken) (korte film, afstudeerwerk)graduation work, short)
- 1959: Adomas nori būti žmogumi (Adam wil een man zijn)
- 1963: Vienos dienos kronika (Kronieken van een dag)
- 1965: Niekas nenorejo mirti (Niemand wilde sterven)
- 1968: Jausmai (Gevoelens)
- 1970: Visa teisybė apie Kolumbą (Alles over Columbus)
- 1973: Eto sladkoe slovo: Svoboda! (Dat zoete woord: Vrijheid!)
- 1973: Avarija (Ongeluk)
- 1978: Kentaurai (Centauren)
- 1980: Nepažįstamo žmogaus pasakojimas (Verhaal van een onbekende man)
- 1981: Faktas (Feiten)
- 1982: Atsiprašau (Verontschuldiging)
- 1987: Savaitgalį pragare (Zondag in de hel)
- 1991: Žvėris, išeinantis iš jūros (Verhaal van een onuitgeschakelde maan)

- Bibliothèque nationale de France: cb13998101j (data)
- Gemeinsame Normdatei: 172953243
- International Standard Name Identifier: 0000 0000 0338 1057
- Library of Congress Control Number: no00010512
- Nationale Bibliotheek van Tsjechië: xx0165440
- Nationale Bibliotheek van Polen: a0000003379771
- SNAC: w60x225z
- Système universitaire de documentation: 26305392X
- Virtual International Authority File: 39572804
- WorldCat: E39PBJgd6KPRcb4767JBgQJkXd